# المرأة في إسرائيل

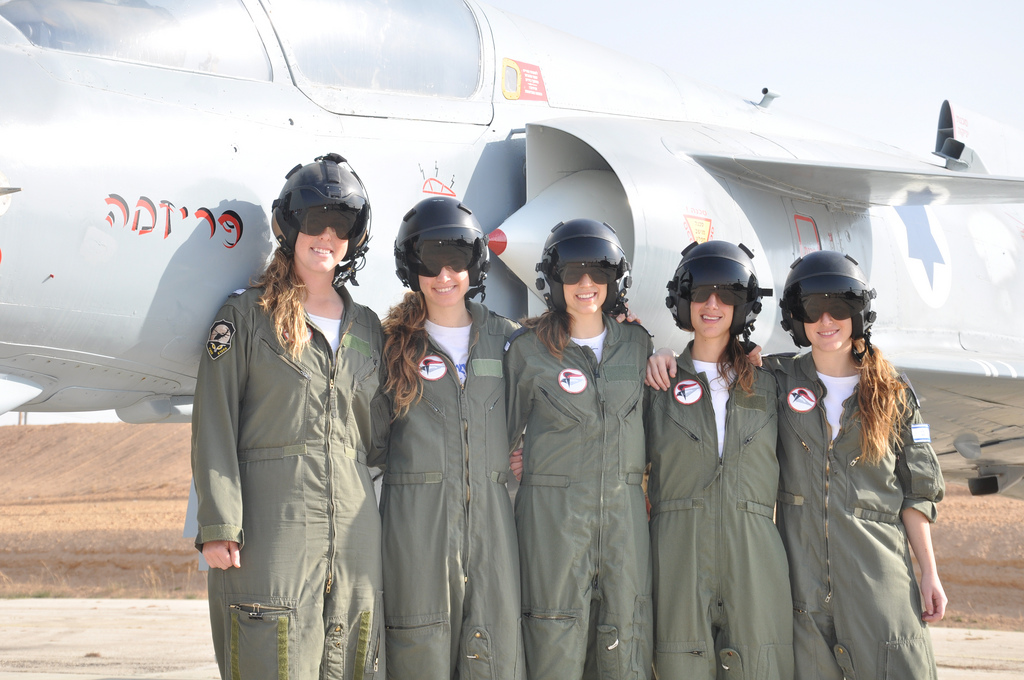
خريجات الرحلة كورس لسلاح الجو الإسرائيلي

تكفل للمرأة في إسرائيل رسميا المساواة بين الجنسين منذ إنشاء دولة إسرائيل في عام 1948. وقد مكن هذا النساء على المشاركة بفعالية في جميع مجالات الحياة في المجتمع الإسرائيلي،
إعلان استقلال إسرائيل ما يلي: «إن دولة إسرائيل (...) تضمن المساواة التامة في الحقوق الاجتماعية والسياسية لجميع سكانها بغض النظر عن الدين أو العرق أو الجنس.»
ويحظر القانون الإسرائيلي تمييز على أساس الجنس في التوظيف والأجور، وينص على الدعاوى الجماعية. ومع ذلك، هناك شكاوى من الفوارق الكبيرة في الأجور بين الرجال والنساء.
في عام 2012، احتلت إسرائيل المرتبة الحادية عشرة من بين 59 من الدول المتقدمة لمشاركة المرأة في مكان العمل. في نفس المسح، وإسرائيل في المرتبة 24 من حيث نسبة النساء العاملات في مناصب تنفيذية.

## حقوق المرأة
تحظى المرأة الإسرائيلية داخل إسرائيل باهتمام في مجالات متعددة، بالإضافة انها تعاني من إهمال في مجالات أخرى، خاصة أنها شكلت نقطة انطلاق قوية في المجال السياسي داخل الأروقة الحكومية مؤخرًا على الرغم من تهميشها لعدة سنوات طويلة.

### قوانين حفظ حقوق المرأة
من بين الحين والآخر تظهر عدة قوانين من الحكومة تحفظ للمرأة حقوقها وكرامتها بمختلف الأشكال، وإن كان واقعيا لا يتم تطبيق تلك القوانين بالشكل الكافي إلا أنها تطرح ويتم نقاشها في الكنيست وغيره.

#### قواعد لضمان حقوق متساوية

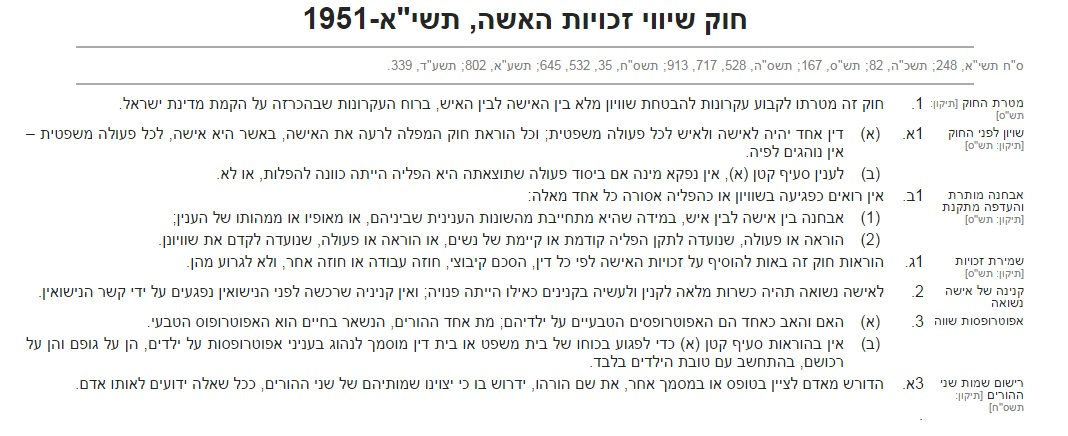
النص العبري الأصلي للبنود الثلاثة الأولى من قانون مساواة حقوق المرأة

- قانون مساواة حقوق المرأة (بالعبرية: חוק שיווי זכויות האשה) 1951 - ينص على "المساواة أمام القانون، وكذلك الحق في الملكية للمرأة المتزوجة والوصاية الطبيعية المشتركة للزوجين على الأولاد.[2]
- المساواة في فرص العمل (بالعبرية: חוק שוויון ההזדמנויות בעבודה) 1988 - حيث يحظر التمييز في اللحاق بفرص العمل لعدة أسباب، بما في ذلك التمييز من قبل عامل الجنس.[2]
- المساواة في الأجر (بالعبرية: חוק שכר שווה לעובדת ולעובד)[3] 1996 - يحدد الموظفون عدم المساواة في الأجور للذين يشغلون مناصب مماثلة.
- قانون التحرش الجنسي (بالعبرية: חוק למניעת הטרדה מינית) 1998 - يحظر التحرش الجنسي من الرجال والنساء.

#### قوانين إضافية لحقوق المرأة
- قانون عمل المرأة (بالعبرية: חוק עבודת נשים) 1954 - يتناول حقوق المرأة العاملة، مثل الحق في إجازة الأمومة والغياب لأسباب أخرى تتعلق بالحمل والولادة.
- قانون سن التقاعد (بالعبرية: חוק גיל פרישה) 2004 [4] يعطي المرأة الحق في التقاعد في أي سن بين سن التقاعد المتفق عليه للنساء (حاليا 62 عاما) وسن التقاعد للرجال (67 عاما)، يحق للمرأة أن تحصل على الميزة في وقت سابق للرجال.
- قانون الضرائب على الدخل(بالعبرية: פקודת מס הכנסה) - يعطي نصف نقطة الائتمان لإمرأة أخرى.
- قانون التأمين الوطني (بالعبرية: חוק הביטוח הלאומי) ، 1954 - وهو خاص بالمرأة المتزوجة التي لا تعمل إلا في المنزل (وتكون تأمينات وطنية من الحكومة).

### خلفية

ملصق اعلاني لتجنيد النساء في الجيش البريطاني أثناء الحرب العالمية الثانية

قبل إنشاء دولة إسرائيل وحتى وقت عليا الأولى، كانت المرأة اليهودية في تلك الأراضي خاضعة للقوانين التي وضعتها مجلة الأحكام العدلية من قبل الدولة العثمانية في أحكام الزواج والطلاق والميراث، حيث كانت تحكم تلك الأحكام للشريعة اليهودية (الهلاخاه) ومن بعدها خضعت لقوانين الانتداب البريطاني.
لعبت المرأة العبرية دور نضالي من أجل حقوق المرأة في الأرض التي أصبحت فيما بعد دولة إسرائيل، ومن الأمثلة على ذلك النساء في يشوف الجديدة (بالعبرية: היישוב)  قاموا بإنشاء أول حزب للمرأة على الصعيد الوطني تحت مسمى اتحاد المرأة العبرية وذلك في عام 1919 حيث انه يهدف للمساواة في الحقوق على أرض إسرائيل، وكانت وروزا فيلت شتراوس من الذين هاجروا هناك في تلك السنة وتم تعيينها كزعيمة للحركة (أو الحزب).

### وضع المرأة الحالي
على الرغم من وجود تحسن ملحوظ في مكانة المرأة في المجتمع الإسرائيلي، إلا أن التصريح الذي نص عليه إعلان استقلال إسرائيل بالمساواة التامة بين الجنسين ما زال بعيدا بعض الشيء عن التطبيق العملي على أرض الواقع، فالنساء في إسرائيل ما زلن يعانين من عدم المساواة بينهن وبين الرجال. ومن الأمثلة على ذلك، هناك الكثير من أماكن العمل تفضل إشغال الرجال في وظائفها بدلا من النساء، كما أن الإحصائيات تشير إلى أن في العديد من أماكن العمل يكون للنساء وظائف أقل أهمية من الرجال، كما أنّ الأجور التي تحصل عليها النساء أقل من أجور الرجال.
من ناحية مجال العمل، فالنساء العاملات كانت المقدّمات الأساسية للصهيونية الاجتماعية فقد أفسحت للتأقلم الطبيعي مع احتياجات المرأة ولا سيّما العاملات منهنّ حيث كانت المرأة ومنذ فترة الخمسينات تحصل على إجازة الأمومة المدفوعة الأجر، وتتحمّل تكلفتها مؤسّسة التأمين الوطني والحماية من إنهاء عملها خلال فترة الحمل والتمتّع بمنشآت لرعاية الطفل متيسّرة ماليًا، حيث أن لهذا أهداف عديدة منها السماح للمرأة بمواصلة عملها المربح وحياتها العائلية، واحتياج إلى مزيد من الوقت لتبلور الفكرة المقولبة التي تعتبر بموجبها الأم العاملة حاجزًا أمام تقدُّم المرأة بل كان يسود هنالك فكرة مسبقة حول المساواة بين الجنسين منذ أولى أيام قيام الدولة انبثقت عن مشاركة النساء في منظّمات الطلائعيين والخدمة العسكرية والسياسة والوظائف المختلفة.
وبالإضافة إلى ذلك، تتزوج النساء في إسرائيل من جميع الأديان والعرقيات والقوميات (حسب القانون الديني)، والذي يختلف بحسبه مكانة المرأة عن مكانة الرجل. هناك أيضاً من يرى في تطبيق القانون الديني على أحكام الزواج تمييزا بحق النساء في إطار القانون.
ومن الناحية السياسية فقد تميزت دولة إسرائيل بظهور للمرأة في المجال السياسي بصورة ملحوظة، وعلى الرغم من عدم مساواتهن بالرجال في الحضور السياسي إلا أن عند مقارنة إسرائيل عالميا في ظهور النساء في المجال السياسي فهي تحتل المراتب الأولى، فإسرائيل هي ثالث دولة في العالم كونت في حكومتها رؤساء وزراء من الإناث، وفي عام 2010 كان تمثيل المرأة في البرلمان في إسرائيل 18% وهو أعلى نسبة المتوسط للمشاركة النسائية في العالم العربي حيث أن ثاني نسبة بعد إسرائيل في العالم العربي 6% وهي تساوي مشاركة النساء في الكونغرس الأمريكي.
قام البرلمان الإسرائيلي، «الكنيست» بإنشاء «اللجنة المحلية لمعالجة حقوق المرأة»، وكانت الهدف المعلن لهذه اللجنة هو منع التمييز بين الجنسين، ومكافحة العنف ضد المرأة، وتعزيز المساواة في الحياة السياسية وأحداث دورة الحياة والتعليم. وفي عام 1998، أصدر الكنيست قانونا عن «منع التحرش الجنسي».
في عام 2013 قامت كل من وزارة الشئون الدينية (بالعبرية:המשרד לשירותי דת) والحاخامية الكبرى في إسرائيل (بالعبرية: הרבנות הראשית לישראל) بإصدار القرارات لوضع الحد في البيانات الصادرة بخصوص ممارسة الطقوس في الميكفاه الخاصة بإجراء تفتيش النساء.

### معوقات تطوير حقوق المرأة في إسرائيل
توجد العديد من العوامل التي تعيق تطوير دور المرأة في إسرائيل، مثل القيود الدينية على الزواج والطلاق بالإضافة إلى غياب أو ضعف تطبيق قوانين العمل، وكذلك انخفاض نسبة مشاركة النساء العربيات في سوق العمل.
اما من الناحية السياسية والعسكرية فإن من معوقات تقدم دور المرأة يتمثل في غياب التمثيل الكافي في النظام السياسي ووجود حد يحد من تقدم الضابطات اللاتي يشاركن في الخدمات العسكرية من الرقي إلى مناصب عليا.

### منظمات تعمل في مجال حقوق المرأة
يتواجد في إسرائيل العديد من الهيئات والمنظمات التي تعمل على حقوق المرأة بالمساواة بين الجنسين، ومنها ما يلي:
- نعمات: تعد أكبر الحركات النسائية في في إسرائيل، حيث تهدف إلى الارتقاء بمكانة المرأة في الدولة وإحداث تغيير في السياسة الاجتماعية، بهدف تحقيق المساواة التامة بين الرجال والنساء في كل المجالات والحالات.
- لوبي النساء في إسرائيل: تمت إقامة لوبي النساء في إسرائيل في عام 1984 وهي هيئة مستقلة غير حزبية تعمل على تطوير مكانة المرأة عن طريق التشريع بالإضافة إلى تكوين جماعة في الكنيست، ورفع الوعي العام بحوق المرأة داخل الدولة.
- كيان: وهي جمعية تعبِّر عن الأصوات الأخرى للنساء العربيات في إسرائيل، وتشجع النساء العرب على الإشغال بالأدوار الفعالة داخل دولة إسرائيل.
- حركة أخواتي من أجل النساء في إسرائيل: وهي حركة تعمل من أجل نساء الطبقات الضعيفة ومعهنّ أيضا. أقيمت الحركة من قبل ناشطات نسويات من أصل شرقي، وهدف الحركة هو طرح مواضيع على جدول الأعمال العامّ في كلّ ما يتعلّق بالعدالة الاجتماعية والاقتصادية للنساء.

## قوانين الأحوال الشخصية
ترتبط أحكام الزواج والطلاق في إسرائيل ارتباطا وثيقا بالشريعة اليهودية، ولذلك جميع المسائل المتعلقة بالأحوال الشخصية لليهود، بما في ذلك الزواج والطلاق، تعود إلى المحاكم الحاخامية.
في عام 1947 وافق ديفيد بن غوريون على أن تكون السلطة في تلك المسائل المتعلقة بالأحوال الشخصية من اليهود يتم تسجيلها كما أن يلجأ اليهود إلى الحاخامية في إسرائيل، ويتم وقوع الاتفاق باسم «رسالة الوضع الراهن».

### موقف الكنيست من قوانين الأحوال الشخصية
في عام 1951 مرّر الكنسيت قانونا لتساوي المرأة في الحقوق. وعلى الرغم من أنّ هذا القانون لا يخوّل المحاكم أي سلطة دستورية بإلغاء القوانين إلاّ أنّ المحكمة العليا استخدمت هذا القانون كوسيلة تبريرية بغاية منح المرأة قدرًا أوسع في حقوق المساواة. وبالإضافة إلى هذا تم تقديم الضمانات الخاصة بحقوق المرأة في المساواة.
قام الكنيست وبعد تبنّي نظام المِلل الذي كان يٌعمل به خلال حكم الدولة العثمانية وحكم الإنتداب البريطاني بإحالة المسائل التي تتعلّق بقانون الأحوال الشخصية إلى محاكم المجموعات الدينية، ألا وهي المحاكم الربّانية اليهودية والمحاكم الشرعية الإسلامية والمحاكم الكنسية بمختلف طوائفها المسيحية وهذا ما عارضه كثير من العلمانيين في المجتمع الإسرائيلي.
لقد أجاز الكنيست بوضوح ما نجم عن ذلك من عدم مساواة النساء عبر قانون المساواة في الحقوق والذي بموجبه تم استثناء الحظر والسماح بالزواج والطلاق في الإطار الذي حدده الكنسيت من ضمانات المساواة.

### التشريعات في الأحوال الشخصية
الأنظمة التشريعية الخاصّة بحرّيات التكاثر تأثّرت جزئيًا بالضغوط التي تمارسها الأحزاب الدينية، وذلك بسبب القانون الذي ينص على كون الأحوال الشخصية ترجع للمحكمات الحاخامية أو الدينية عمومًا، بالإضافة إلى ذلك فالإجهاض أيضا مشروع تحت ظروف معيّنة متّفق عليها مثل السنّ (ما دون السادسة عشرة وفوق الأربعين) أو القيام بعلاقة محظورة أو خارج نطاق الزواج أو سفاح القربى والتشوُّهات الجسدية أو العقلية للجنين والخطر على حياة المرأة الحامل أو صحّتها الجسدية أو العقلية.
من الناحية الشرعية اليهودية فلا يسمح بالإجهاض إلاّ في حالة تعرُّض الأم للخطر، وقد نجحت الأحزاب الدينية في أواخر السبعينات في تشكيل مجموعة ضغط من أجل رفض الظروف الاجتماعية الاقتصادية سببًا للسماح بالإجهاض بعدما كان الأمر مسموحًا به في حالة معيشة الأسرة أوضاعًا اجتماعية وسياسية صعبة، فقد تمّ تمرير قانون يجيز عقد تأجير الأرحام بيد أنّ هذا التشريع حُدّد بنجاعة لينطبق على النساء غير المتزوّجات استبعادًا لأن يكون الولد نتاج حمل عبر اقتراف الزنى من امرأة متزوّجة.
لقد كان تطوُّر مبدأ القضاء حول موضوع مساواة النساء يناظره دائما في قاعات المحكمة العليا قانون الشرع الديني الأبوي حول الأحوال الشخصية. هذا الصدام بين المذهبين أثر بصورة متفاوتة في المجال الخاص (الأسرة تحديدا) والحلبة العامّة (الحياة الاقتصادية والعامة) ذلك أنّ القيم الدينية تفرض بموجبها قيود ملموسة على تطوُّر التشريع في مجال مساواة المرأة ولكن الطابع الكابح الناهي للأعراف الدينية على الحلبة العامّة أكثر تقييدًا بكثير حيث نشهد تطوُّرًا ملموسًا من التشريعات الخاصّة بحقوق المرأة.
في المجال الخاص لن تتدخّل المحاكم الإسرائيلية في التفويض القانوني للمحاكم الدينية بخصوص الحظر والسماح بالزواج والطلاق ولكن ما وراء هذا الحد القانوني طبّقت محكمة العدل العليا مبدأ المساواة في قضايا متعددة تتعلّق بحقوق الملكية والسكن، ومن الأمثلة على ذلك في عام 1994 فرضت محكمة العدل العليا على المحاكم الدينية واجب الامتثال لمبدأ المساواة لدى تقسيم الأملاك في حالات الطلاق مما يتنافى مع مبدأ الشرع اليهودي بفصل الأملاك الزوجية.

### تعدد الزوجات
ينتشر عند البدو حالات لتعدد الزوجات على الرغم من أنَّ القانون يحظر ذلك ويفرض على من يتزوّج بأكثر من امرأة عقوبة تصل إلى السجن 5 سنوات، إلاّ أنَّ الظاهرة ما تزال موجودة بصورة أو بأخرى، وخاصة في العائلات البدوية بنسب تتراوح ما بين 12%-32%.

## مكانة المرأة الإسرائيلية في السياسة
على الرغم من ان حضور المرأة في إسرائيل من الناحية السياسية متفوقا عند المقارنة بالنسب العالمية، إلا أن المرأة الإسرائيلية لم تحظَ بالتمثيل السياسي الواسع في الحكومات الإسرائيلة منذ إقامة دولة إسرائيل في عام 1948، وبالتالي فإن مشاركة النساء في النشاط السياسي التمثيلي في إسرائيل يتراوح بنسبة ما بين 6% إلى 10%، وخصوصا في المناصب العليا مثل رئاسة الحكومة والكنيست والوزارات بمختلف أشكالها، ولكن يحسب لإسرائيل أنها من أوائل الدول التي ميزت ظهور النساء في المجال السياسي ككونها ثالث دول العالم كونت في حكومتها رؤساء وزراء من الإناث.
ويعزو الباحثون أسباب عدم تمثيل المرأة سياسيا بالشكل القوي إلى الفجوة الكبيرة بين متطلبات الأمن في البلد وبين المستوى التعليمي بين الرجال والنساء. وينعكس ذلك بصورة مباشرة على تمثيل المرأة في الكنيسيت أو الحكومات، كأهم ميادين النشاط السياسي في إسرائيل.
في إحدى الدراسات التي قام بإجرائها تامارهيرمان والتي تتعلق بتمثيل المرأة في البرلمان الإسرائيلي، ذهب إلى انه من اجل صياغة سياسة وطنية قوية لابد من ان يكون هناك وجود للمرأة بصورة ملحوظة في إطارات صنع القرار، وقد أعتبر هذا الشرط ما زال بعيدا عن التحقيق في معظم دول العالم وان كان يتواجد بشكل أو بأخر في الديمقراطيات الغربية مثل الدول الاسكندنافية وفي بعض الدول الأوروبية الاخري وعلى الرغم ان إسرائيل من جهة نظره تختلف نوعا ما عن غيرها من الدول إلا ان قضية نسبة تمثيل المرأة داخل البرلمان ما زالت غير كافية رغم ان هناك تفاؤل لدي أوساط مناصري المرأة لثبيت قدمها علي طريق المساواة فهناك من وجهة نظره ارتفاع في العدد لم يسبق له مثيل من النساء في الكنيست حيث أن في عام 1999 تم انتخاب (16 من 120 في نهاية المدة، مقارنة مع 7 فقط في تلك التي سبقتها).

### تمثيل المرأة في الحياة السياسية
تعد نسبة تمثيل المرأة منخفضة جدا منذ الكنيست الأول إلى الكنيست الرابع عشر، فقد شاركت المرأة في في أول 14 لجنة للكنيست بعدد من الأعضاء يتراوح ما بين 7إلى 12، وهذا يعني أن النسبة لا تتجاوز 10٪ من إجمالي عدد أعضاء اللجنة.
بداية من الكنيست الخامس عشر، ونسبة النساء في الكنيست بدأت تتزايد حتى اللجنة الثامنة عشر وصلت نسبة النساء إلى 21 مقعد، أي بمقدار 17.5٪ من أعضاء الكنيست، ويرجع ذلك إلى نشاط الأحزاب التي تهتم بالمرأة بشكل رئيسي في حجز أماكن للنساء. وفي اللجنة التاسعة عشر وصلت نسبة مشاركة المرأة في الكنيست إلى رقم قياسي حيث كانت المشاركة بـ27 مقعد أي ما يعادل نسبة 22.5٪ من المقاعد، وبهذا فقد تفوقت تلك النسبة بالمقارنة مع 18.5٪ في آسيا و23.6٪ -23.8٪ في أوروبا وأمريكا. وعلى الرغم من ذلك، فإن الأحزاب الدينية تمتنع علنا من وضع النساء على قوائمها في انتخابات الكنيست.
أما بالنسبة للمشاركة في الحكومة فقد كانت بداية من التسعينات قد شكلت النساء حوالي 6٪ إلى 18٪ من الحكومة الإسرائيلية، كما أن الدولة اليوم تحوي 17 امرأة تقوم بمنصب الوزير. وعلى سبيل المقارنة، في الدول الاسكندنافية، النسبة المئوية للنساء في الحكومة تتمثل بـ40٪ إلى 50٪، وفي أمريكا الشمالية أكثر من 20٪ وفي غرب أوروبا، ما يقرب من 20٪. لذا فالمتوسط الإسرائيلي يشبه المتوسط في أمريكا الجنوبية وبعض الدول في أفريقيا. ويشار إلى أن أهم الوزارات التي لم تصل إليها المرأة في إسرائيل تمثل في وزارات الدفاع، ووزارة الأمن الداخلي (الشرطة)، ووزارة المالية، ووزارة المواصلات.
غولدا مائير هي المرأة الوحيدة حتى الآن التي تولت منصب رئاسة الحكومة الإسرائيلية، وقد تم اختيارها لذاك المنصب في وقت قصير من الانتخابات، إذ كانت عشية انتخابات الكنيست السابعة في عام 1969، وذلك بعد وفاة رئيس الوزراء الإسرائيلي ليفي أشكول، وأنهت دورها في هذا المنصب في عام 1974، وكانت قبلها قد شغلت منصب وزيرة خارجية إسرائيل بين عامي 1956 و1966، وبذلك تكون هي وتسيبي ليفني اللاتي حصلا على منصب وزيرة خارجية إسرائيل، وقد كانت ليفيني حصلت على المنصب في حكومة إيهود أولمرت.

## معرض صور

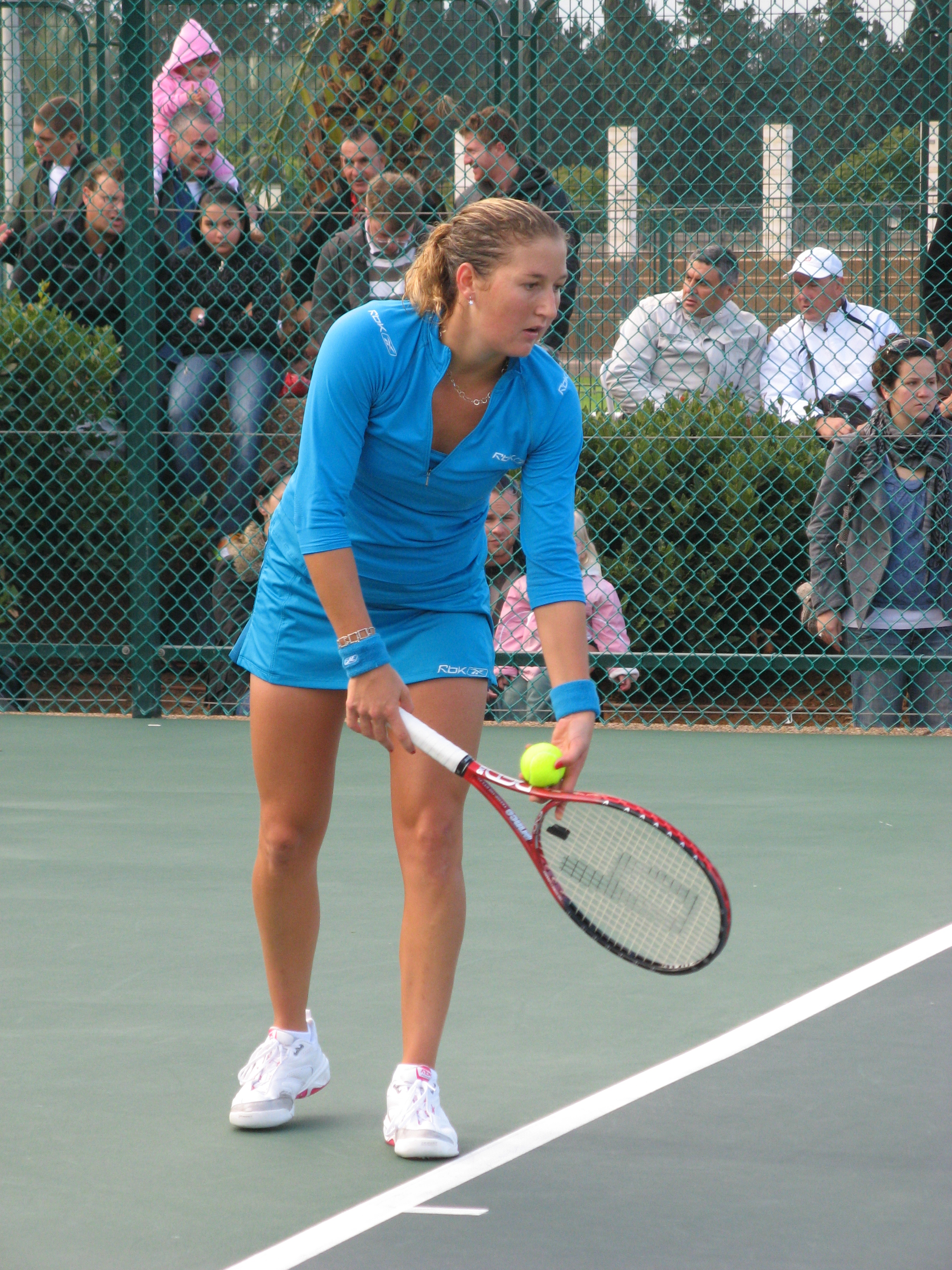
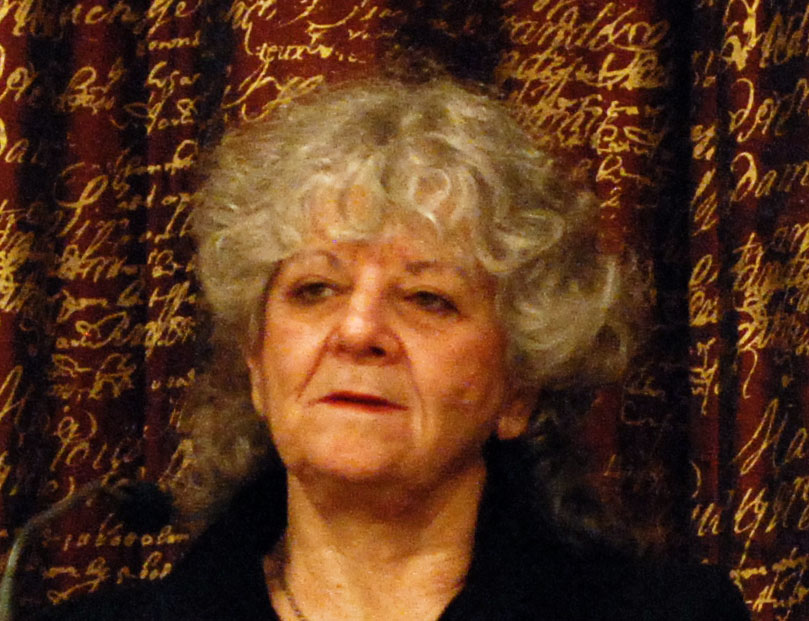
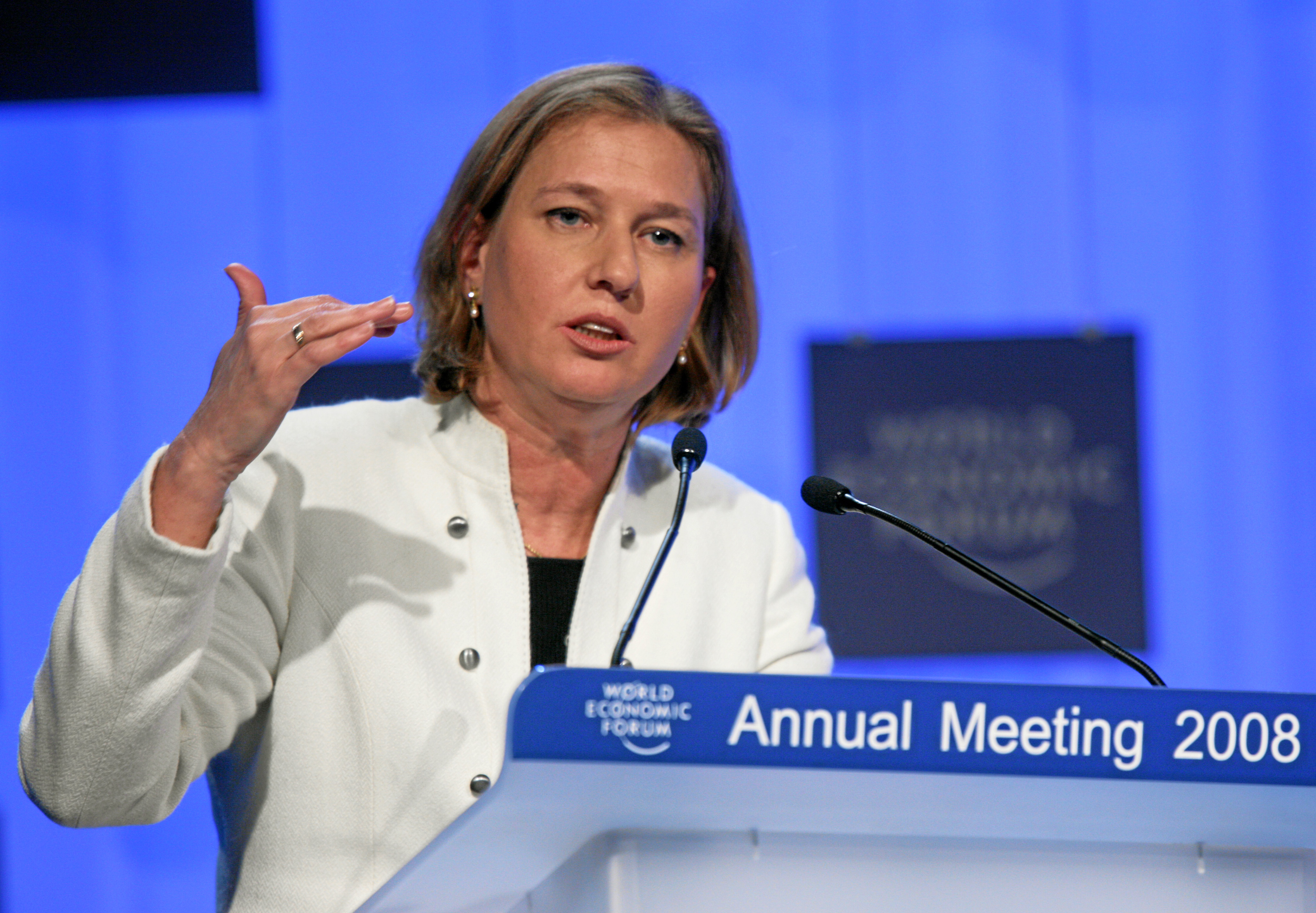

## مزيد من القراءة
- Aguilar, Grace. The Women of Israel, Volume 1, D. Appleton & Co., 1851
- Eglash, Ruth. Status of Israeli women improves little over decade, March 7, 2010
- Sexes: The Women of Israel, February 20, 1978
- Lavie, Smadar. 2011 “Mizrahi Feminism and the Question of Palestine.” Journal of Middle East Women Studies. Vol. 7 (2): 56-88 https://www.academia.edu/1804726/Mizrahi_Feminism_and_the_Question_of_Palestine_JMEWS_
- Lavie, Smadar (2014). Wrapped in the Flag of Israel: Mizrahi Single Mothers and Bureaucratic Torture. Oxford and New York: Berghahn Books. ISBN 978-1-78238-222-5 hardback; 978-1-78238-223-2 ebook.

https://www.academia.edu/6799750/Wrapped_in_the_Flag_of_Israel_Mizrahi_Single_Mothers_and_Bureaucratic_Torture

## معلومات
1. ↑  يتم تحديد النقاط السلبية والإيجابية في موضوع حقوق المرأة في إسرائيل.
2. ↑  الصورة ملتقطة (لقطة شاشة) من النص الكامل للقانون على ويكي مصدر العبرية، لنص القانون كامل اضغط هنا. نسخة محفوظة 1 يونيو 2015 على موقع واي باك مشين.
3. ↑  مصطلح استخدم ابتداءً في ثمانينات القرن التاسع عشر ليدل على المجتمع اليهودي في فلسطين. يشير مصطلح اليشوف إلى هيئة السكان اليهود في فلسطين قبل قيام دولة إسرائيل، طالع المقالة يشوب.
4. ↑  ميكفاه (بالعبرية: מִקְוֶה / מקווה) في الديانة اليهودية هو مكان مليء بالماء يستعمل من أجل الاستحمام التعبدي عند اليهود.
5. ↑  يعتبر تعدد الزوجات في القانون الإسرائيلي جريمة جنائية يحاسب عليها القانون، فبحسب قانون العقوبات فإن "المتزوج الذي يتزوج من امرأة ثانية، والمرأة المتزوجة التي تتزوج من رجل ثانٍ-عقابهم السجن لمدة خمس أعوام"، لكن القانون يتحدث عن حالات "استثنائية" يسمح للرجل التقدم بطلب الزواج ثانية للقيادة الدينية، وتقوم القيادة بإعطائه الموافقة من عدمها؛ إذ يعتبر رفض الزوجة الأولى الطلاق مبرراً للزواج الثاني، كما أنه يحق للزوج الذي تعاني زوجته من مرض أو اضطراب نفسي أو مرض جسدي صعب من الزواج بامرأة ثانية - أنظر هنا. نسخة محفوظة 3 مارس 2017 على موقع واي باك مشين.
6. ↑  تامارهيرمان أستاذ العلوم السياسية بالمعهد الإسرائيلي للديمقراطية.